# Juana Rosa de Amézaga
Juana Rosa de Amézaga (Lima, 1853-1904) fue una poeta y escritora peruana. Publicó un estudio sobre las virtudes católicas y fue promotora de la educación de las mujeres. 

## Trayectoria
Colaboró en la Revista de Lima y El Correo del Perú. Uno de sus textos en prosa más estudiados fue Estudios Sociales (1887); además, realizó otras publicaciones en prosa como el libro Reflexiones y máximas (1890) y el Estudio sobre las virtudes cristianas bajo su triple aspecto: religioso, social y doméstico (1893). Cabe destacar que gran parte de sus creaciones poéticas fueron publicadas en el semanario La Alborada. 
Fue partícipe en las veladas literarias que la escritora Juana Manuela Gorriti organizó en Lima, en la que participaron varias mujeres ilustradas de la época. 
Actualmente la Biblioteca Nacional del Perú custodia el denominado Álbum de recuerdos de Juana Rosa de Amézaga, el cual contiene poemas, escritos, dibujos, acuarelas, flores secas y dedicatorias que destacados intelectuales le obsequiaron y/o dedicaron, como lo fue el caso de Ricardo Palma, Clorinda Matto de Turner, Luis Benjamín Cisneros, Amalia Puga, Lastenia Larriva de Llona, entre otros, evidenciando aspectos íntimos y amicales de la escritora. 

## Publicaciones

### Colaboraciones
- La Revista de Lima (Lima, 1859-1863, 1873)
- El Correo del Perú (Lima, 1871-1878)
- El Recreo (Cusco, 1876-1877)
- El Ateneo de Lima (Lima, 1886-1889 y 1899-1908) [5]

### Libros
- Álbum de recuerdos de Juana Rosa de Amézaga - Manuscrito (Lima, 1885). [4]
- Reflexiones y máximas (Lima, 1890).
- Estudio sobre las virtudes cristianas bajo su triple aspecto: religioso, social y doméstico (Lima, 1893)[6]

### Poesías
- Al despertar (Dejan las aves el nocturno abrigo ) [7]
- Armonías (Hay armonía entre las almas puras)
- A una amiga que envidia a los poetas (¿Sabes la suerte de los que cantan)